# Fuente de Neptuno

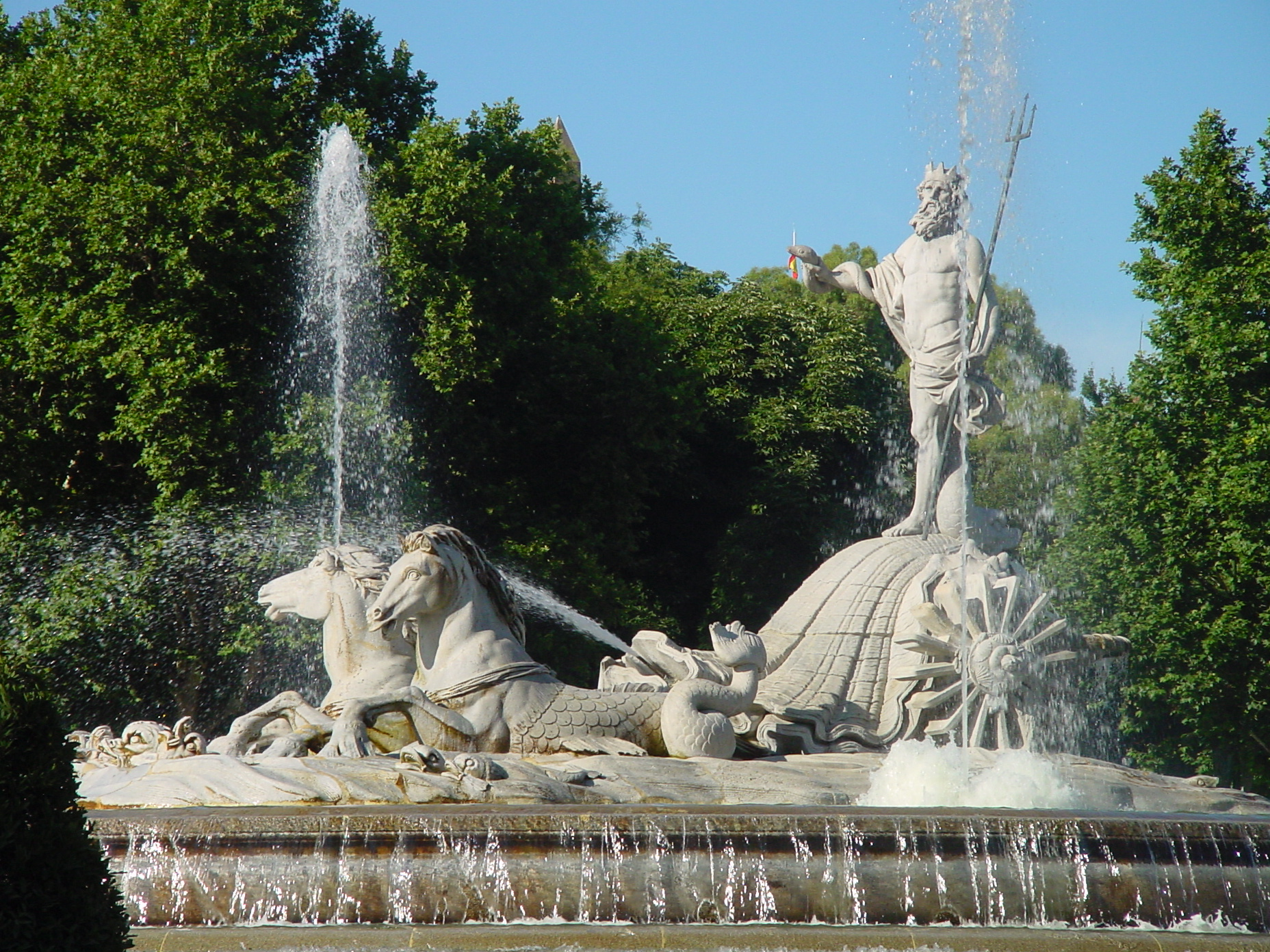
Fuente de Neptuno

Die Fuente de Neptuno ist ein Monumentalbrunnen auf dem Plaza Cánovas del Castillo im Zentrum der spanischen Hauptstadt Madrid.
Entworfen wurde der Brunnen im Stil des Neoklassizismus durch Ventura Rodríguez und von 1780 bis 1784 durch Juan Pascual de Mena aus weißem Marmor errichtet. Zentrum des Brunnens ist eine Statue des römischen Meeresgottes Neptun auf einem Seewesen mit dem Dreizack in der linken Hand.